# Ton nom est Jonah
Pour plus de détails, voir Fiche technique et Distribution.
Ton nom est Jonah (...And Your Name is Jonah) est un téléfilm américain réalisé par Richard Michaels, diffusé en 1979.

## Synopsis
À la fin des années 1970, Jenny et Danny Corelli (Sally Struthers et James Woods) se dépêchent à un rendez-vous avec un directeur du centre spécialisé pour les personnes atteintes de déficience intellectuelle, où leur fils de sept ans, Jonah (Jeffrey Bravin), est interné depuis trois ans. Ils sont sous le choc, à force d'apprendre que leur fils est sourd de naissance, et non handicapé mental. N'étant pas adapté à cet établissement, Jonah rentre à la maison. Les parents vont devoir se battre pour la communication avec lui qui est replié sur lui-même et considéré dans son entourage comme un retardé. Au fur et à mesure, sa mère apprend l'existence des appareils auditifs et rencontre un couple sourd, Paul et Janice (Bernard Bragg et Barbara Bernstein), pour des renseignement sur la langue des signes grâce à quoi le jeune garçon va s'ouvrir au monde des sourds et à la culture sourde…

## Fiche technique
Sauf indication contraire, les informations mentionnées dans cette section peuvent être confirmées par le générique de fin de l'œuvre audiovisuelle présentée ici, ainsi que par la base de données cinématographiques IMDb,  présente dans la section « Liens externes ».
- Titre original : ...And Your Name is Jonah
- Titre français : Ton nom est Jonah[1]
- Réalisation : Richard Michaels
- Scénario : Michael Bortman
- Musique : Fred Karlin
- Décors : Peter Wooley
- Photographie : David Myers
- Montage : David Newhouse
- Production : Norman Felton et Stanley Rubin
- Production déléguée : Charles Fries
- Société de production : Charles Fries Productions
- Société de distribution : Metro-Goldwyn-Mayer
- Pays de production :  États-Unis
- Langue originale : anglais, langue des signes américaine et langue des signes brésilienne
- Format : couleur - 1,33:1 - 35mm
- Genre : drame
- Durée : 100 minutes
- Dates de sortie :
  - États-Unis : 28 janvier 1979 sur CBS
  - France : [Quand ?] sur TF1

## Distribution
Sauf indication contraire ou complémentaire, les informations mentionnées dans cette section proviennent du générique de fin de l'œuvre audiovisuelle présentée ici.
- Sally Struthers : Jenny Corelli, mère de Jonah
- James Woods : Danny Corelli, père de Jonah
- Randee Heller : Connie Mullaney, mère de Tommy
- Titos Vandis : le grand-père
- Penny Santon : la grand-mère
- Ruth Manning : Mme Marquardt
- Jeffrey Bravin : Jonah Corelli
- Robert Davi : Dickie, ami de Danny
- Erica Yohn : la mère de Jenny
- Antony Ponzini : Larry, oncle de Jonah
- Paula Shaw : Ann, tante de Jonah
- Jeremy Licht : Antony Corelli, frère de Jonah
- Rose Barbato : Carmella
- Tracee Lyles : la première assistante
- Robin Pearson Rose : Kate, l'interprète en ASL
- Lee Kessler : l'audiologiste
- Bernard Bragg : Paul, sourd
- Barbara Bernstein : Janice, l'épouse de Paul, malentendante
- Billy Seago : Woody, étudiant sourd
- Gregg Brooks : le barman sourd
- Herman Tweeter : Max
- Michael Grisworld : Dr Tibbs
- Kathleen Hughes : l'infirmière

## Production

### Attribution des rôles
Jeffrey Bravin se voit confier au rôle de Jonah, grâce à Bernard Bragg, le fondateur de National Theatre of the Deaf, qui l'a choisi « parce qu'il a un visage sensible, ce qui est, je pense, indispensable pour le film » et qui lui a donné quelques entrainements pendant une semaine avant le tournage.

### Tournage
Le tournage a lieu à New York et à Los Angeles.

## Accueil

### Diffusions internationales
Ton nom est Jonah est diffusé le 28 janvier 1979 sur la chaine américaine CBS. Quant à la France, le téléfilm se lance sur TF1 au début des années 1980.

## Distinction

### Récompense
- Christopher Awards 1979 : Christopher Award pour Richard Michaels[3]